# Seznam poštovních známek Československa 1945–1953
Na konci druhé světové válce platily na postupně osvobozovaných územích postupně nově vydávané známky. Platnost protektorátních známek byla do 16. května 1945, slovenských známek do 30. dubna 1945. Při nedostatku nových známek bylo poštovné hrazeno v hotovosti.
Platnost všech známek vydaných do roku 1953, pokud nebyla ukončena dříve, skončila po měnové reformě 18. června 1953.

## Přehled sérií

### 1945
| číslo   | datum        | název                     | obrázek | grafika                                                | rytí           | námět                                                                         | nominální hodnota             | platnost do                           | náklad         | poznámka                 |
| ------- | ------------ | ------------------------- | ------- | ------------------------------------------------------ | -------------- | ----------------------------------------------------------------------------- | ----------------------------- | ------------------------------------- | -------------- | ------------------------ |
| 353–359 | 26. 3. 1945  | Košické vydání            |         | Leo Gajdzica / Ján Gajzer                              | –              | Sovětský voják / podání rukou                                                 | 1,50-20 K                     | 31. 1. 1946 Česko 28.2.1946 Slovensko | statisíce      | Filaso viz Dějiny Košic, |
| 360–362 | 25. 6. 1945  | Košický aršík             | -       | Leo Gajdzica                                           | Josef Vlček    | známky 354-356                                                                | 2+5+6 K                       | 31. 1. 1946 Česko 28.2.1946 Slovensko | 595 tisíc      | Filaso                   |
| 363–371 | 30. 4. 1945  | Bratislavské vydání       | -       | Ladislav Csáder                                        | -              | malý státní znak                                                              | 50 h - 10 K                   | 31. 1. 1946 Česko 28.2.1946 Slovensko | 1,3-10 milionů | Filaso                   |
| 372-380 | 23. 5. 1945  | Lipová ratolest           | -       | A. Schaumann                                           | J. Goldschmied | Lipová větvička, stejný motiv byl na protektorátních známkách 20-27           | 10h - 500 h                   | 15. listopadu 1945, pouze Česko       | 11-110 mil.    | Filaso                   |
| 381-186 | 1945-6       | Moskevské vydání          |         | neznámý                                                | neznámý        | TGM                                                                           | 5h-2K                         | 31. 12. 1948                          | 1,8-4,1 mil.   | Filaso                   |
| 387-402 | 18. 8. 1945  | Londýnské vydání          |         | neznámý                                                | neznámý        | P. Řídký M. Novák O. Jaroš S. Zimprich J. Král J. Gabčík A. Vašátko F. Adámek | 5h - 10 Kč                    | 31. 12. 1948                          | 3-16,5 mil.    | Filaso                   |
| 403-407 | 29. 8. 1945  | Partyzánské vydání        |         | Š. Bednár / L. Varga / V. Chmel / Š. M. Kraker (aršík) | -              | Banská Bystrica / vlajky / Turčianský Sv. Martin / Sklabiňa / Strečno         | 1,5-5K                        | 31. 1. 1946 Česko 28.2.1946 Slovensko | 1-2 mil.       | Filaso Též jako aršík    |
| 413-428 | 28. 10, 1945 | portréty                  | -       | J. Schmidt                                             | J. Schmidt     | TGM E. Beneš M. R. Štefánik                                                   | 30h-20 Kčs                    | 1949-1951                             | 2,4-254 mil.   | Filaso                   |
| 429-430 | 14. 11. 1945 | Světový sjezd studentstva | -       | J. Sejpka                                              | J. Goldschmied | alegorický portrét                                                            | 1,50+1,50 Kčs / 2,50+2,50 Kčs | 29. 2. 1948                           | po 3,5 mil.    | Filaso                   |
| 431-432 | 28. 11. 1945 | Jan Sladký Kozina         | -       | J. Sejpka                                              | J. Goldschmied | Jan Kozina                                                                    | 2,40 Kčs / 4 Kčs              | 29. 2. 1948                           | 2,9-3,9 mil.   | Filaso                   |

### 1946
| číslo   | datum        | název                               | grafika        | rytí       | námět                               | nominální hodnota                     | platnost do  | náklad          | poznámka     |
| ------- | ------------ | ----------------------------------- | -------------- | ---------- | ----------------------------------- | ------------------------------------- | ------------ | --------------- | ------------ |
| 433–435 | 5. 5. 1946   | 1. výročí květnového povstání       | J. Schmidt     | J. Schmidt | Svatý Jiří s drakem                 | 2,40+2,40 Kčs, 4+6 Kčs, aršík 4+6 Kčs | 29.2.1948    | po 2,25 mil.    | Filaso aršík |
| 436     | 5. 7. 1946   | Karel Havlíček Borovský             | J. Schmidt     | J. Schmidt | Karel Havlíček Borovský             | 1,20 Kč                               | 29. 2. 1948  | 3 mil.          | Filaso       |
| 437     | 3. 8. 1946   | Výstava poštovních známek Brno 1946 | J. C. Vondrouš | J. Schmidt | vyobrazení Brna ze známky 438       | 2,40 Kčs                              | 29. 2. 1948  | 700 tisíc       | Filaso       |
| 438-439 | 3. 8 1946    | Města                               | J. C. Vondrouš | J. Schmidt | Brněnská radnice, kostel v Hodoníně | 2,40 Kčs, 7,40 Kčs                    | 29. 2. 1948  | 3 a 15 mil.     | Filaso       |
| 440-442 | 15.10. 1946  | Návrat Čechů a Slováků do vlasti    | A. Kajlich     | -          | vystěhovalci                        | 1,60-4 Kčs + příplatky                | 29. 2. 1948  | po 800 tisících | Filaso       |
| 443-446 | 28. 10. 1946 | E. Beneš                            | M. Švabinský   | J. Schmidt | Edvard Beneš                        | 60h-8 Kčs                             | 31. 10. 1949 | 19-82 mil.      | Filaso       |

### 1947
| číslo   | datum       | název                           | grafika                    | rytí       | námět                    | nominální hodnota | platnost do | náklad      | poznámka |
| ------- | ----------- | ------------------------------- | -------------------------- | ---------- | ------------------------ | ----------------- | ----------- | ----------- | -------- |
| 447-449 | 1. 1. 1947  | Dvouletý hospodářský plán       | L. Horák                   | J. Schmidt | vlajka, továrny          | 1,20-4 Kčs        | 31.12.1948  | 6,4-51 mil. | Filaso   |
| 450-452 | 23. 4. 1947 | 950. let od smrti sv. Vojtěcha  | K. Dvořák                  | J. Schmidt | svatý Vojtěch            | 1,60-5 Kčs        | 31.12.1948  | 1-1,85 mil. | Filaso   |
| 453-455 | 10.6.1947   | 5. výročí vyhlazení Lidic       | K. Svolinský / J. Kaplický | J. Schmidt | trpící žena              | 1,20-2,40 Kčs     | 31.12.1948  | 2-2.5 mil.  | Filaso   |
| 456-457 | 20.7.1947   | I. světový festival mládeže     | J. Liesler                 | J. Schmidt | hlavy mladých lidí, logo | 1,20 a 4 Kčs      | 31.12.1948  | po 2,5 mil. | Filaso   |
| 458-459 | 14.9.1947   | 10. výročí úmrtí TGM            | K. Svolinský               | J. Schmidt | TGM                      | 1,20 a 4 Kčs      | 31.12.1948  | 2-2,5 mil.  | Filaso   |
| 460-461 | 19.10.1947  | 150. výročí narození Š. Moysese | K. Svolinský               | J. Schmidt | Štefan Moyzes            | 1,20 a 4 Kčs      | 31.12.1948  | po 2,5 mil. | Filaso   |
| 462-463 | 26.10.1947  | 30. výročí VŘSR                 | J. Benda                   |            | alegorie revoluce        | 2,40 a 4 Kčs      | 31.12.1948  | po 1,7 mil. | Filaso   |

### 1948
| číslo   | datum       | název                            | grafika       | rytí                                       | námět                                             | nominální hodnota  | platnost do | náklad      | poznámka |
| ------- | ----------- | -------------------------------- | ------------- | ------------------------------------------ | ------------------------------------------------- | ------------------ | ----------- | ----------- | -------- |
| 464-466 | 15. 2. 1948 | Edvard Beneš                     | K. Svolinský  |                                            | Edvard Beneš                                      | 1,50-5 Kčs         | 31.10.1949  | 11-100 mil. | Filaso   |
| 467-469 | 7.3.1948    | XI. všesokolský slet             | M. švabonský  | J. Schmidt                                 | symboliká kresba republiky                        | 1,50-5 Kčs         | 31.12.1948  | 4-9 mil.    | Filaso   |
| 470-473 | 7.4.1948    | 600. výročí Karlovy univerzity   | K. Svolinský  | J, Švengsbír                               | Karel IV., svatý Václav                           | 1,50-5 Kčs         | 31.12.1949  | 2-5,6 mil.  | Filaso   |
| 474     | 14.5.1948   | 100 let zrušení poddanství       | J. Alexy      |                                            | selští povstalci                                  | 1,50 Kčs           | 31.12.1948  | 4 mil.      | Filaso   |
| 475-478 | 10.6.1948   | XI. všesokolský slet             | M. Švabinský  | J. Schmidt                                 | Jindřich Vaníček, Josef Scheiner                  | 1-3 Kčs            | 31.12.1948  | 1-12 mil.   | Filaso   |
| 479-180 | 20.6.1948   | 100. výročí Kroměřížského sněmu  | M. Švabinský  | J. Schmidt                                 | František Palacký a Ladislav Rieger               | 1,50 a 3 Kčs       | 31.12.1948  | po 3 mil.   | Filaso   |
| 481-483 | 27.8.1948   | 100. výročí slovenského povstání | K. Svolinský  | J. Švengsbír                               | J. M. Hurban, Ľudovít Štúr, Michal Miloslav Hodža | 1,50-5 Kčs         | 31.8.1949   | 2-3 mil.    | Filaso   |
| 484     | 28.9.1948   | Úmrtí E. Beneše                  | K. Svolinský  | J. Švengsbír                               | Edvard Beneš                                      | 8 Kčs              | 27.10.1948  | 1,8 mil.    | Filaso   |
| 485-489 | 28.10.1948  | Klement Gottwald                 | J. Schmidt    | J. Schmidt                                 | Klement Gottwald                                  | 1,50-3 Kčs         | 18.6.1953   | 11-286 mil. | Filaso   |
| 490-491 | 28.10.1948  | 30. výročí Československa        | V. Sivko      | J. Švengsbír                               | kresba rodiny                                     | 1,50 a 3 Kčs       | 30.6.1949   | po 3 mil.   | Filaso   |
| 492     | 23.11.1948  | 52. narozeniny K. Gottwalda      | K. Svolinský  | J. Schmidt                                 | Klement Gottwald                                  | 30 Kčs             | 31.3.1949   | 439 tisíc   | aršík    |
| 493     | 11.12.1948  | 5. výročí smouvy ČSR-SSSR        | Bohumil Němec | J. Schmidt                                 | dělníci                                           | 3 Kčs              | 31.12.1949  | 5 mil.      | Filaso   |
| 494-496 | 18.12.1948  | Dětem                            | K. Svolinský  | Ladislav Jirka, Jan Mráček, Jiří Švengsbír | matka, pasáček, děvčátko                          | 1,50-3 Kčs + 1 Kčs | 30.9.1949   | 3-3,5 mil.  | Filaso   |
| 497     | 18.12.1948  | 30. let ČS pošovní známky        | Alfons Mucha  | J. Schmidt                                 | Hradčany                                          | 10 Kčs             | 30.6.1949   | 500 tisíc   | aršík    |

### 1949
| číslo   | datum        | název                                  | grafika                               | rytí                              | námět                                                                | nominální hodnota      | platnost do | náklad          | poznámka                                                |
| ------- | ------------ | -------------------------------------- | ------------------------------------- | --------------------------------- | -------------------------------------------------------------------- | ---------------------- | ----------- | --------------- | ------------------------------------------------------- |
| 498-99  | 25. 1. 1949  | 25. výročí úmrtí Lenina                | J. Schmidt                            | J. Schmidt                        | V. I. Lenin                                                          | 1,50 a 5 Kčs           | 31.12.1949  | po 5 mil.       | Filaso                                                  |
| 500-501 | 25. 2. 1949  | 1. výročí Únorových událostí           | B. Němec, K. Hájek                    | J. Schmidt                        | Klement Gottwald                                                     | 3 a 10 Kčs             | 31.12.1949  | 2-,3 mil.       | Filaso                                                  |
| 502-507 | 20. 3. 1949  | Osobnosti                              | L. Jirka, M. Švabinský                | L. Jirka, J. Schmidt              | P. O. Hviezdoslav V. Vančura J. Šverma J. Fučík J. Wolker A. Jirásek | 50 h - 8 Kčs           |             | 20-100 mil.     | Filaso                                                  |
| 508-510 | 20. 5. 1949  | 5. výročí Světové poštovní unie        | K. Lhoták                             | J. Mráček, L. Jirka, J. Schmidt   | poštovní dopravní prostředky                                         | 3-13 Kčs               | 31.12.1949  | 1-1,5 mil.      | Filaso                                                  |
| 511-513 | 24. 5. 1949  | IX. sjezd KSČ                          | V. Polášek, V. Kovářík, J. Kotík      | J. Švengsbír, J. Mráček           | dělníci                                                              | 1,50-5 Kčs             | 31.12.1949  | 1.2-2,5 mil.    | Filaso                                                  |
| 514-515 | 4. 6. 1949   | 125. výročí Bedřicha Smetany (volná)   | B. Heinz                              | B. Heinz                          | Bedřich Smetana                                                      | 1,50-5 Kčs             | 31.12.1949  | 1.5-2,1 mil.    | Filaso                                                  |
| 516     | 6. 6. 1949   | 150. výročí A. Puškina                 | K. Svolinský                          | J. Mráček                         | A. Puškin                                                            | 2 Kčs                  | 31.12.1949  | 2,52 mil.       | Filaso                                                  |
| 517-518 | 6. 6. 1949   | 100. výročí F. Chopina                 | J. Schmidt                            | J. Schmidt                        | F. Chopin                                                            | 3 a 8 Kčs              | 31.12.1949  | 0,5-2,1 mil.    | Filaso                                                  |
| 519-520 | 20. 8. 1949  | 50. Jubilejní pražský vzorkový veletrh | F. Tichý, K. Vodák                    | J. Schmidt                        | východní polokoule                                                   | 1,50 a 5 Kčs           |             | 0,5-2,1 mil.    | Filaso Předpokládaným spolutvůrcem znáky je Karel Vodák |
| 521     | 28. 8. 1949  | 5. výročí SNP                          | J. Švengsbír                          | J. Švengsbír                      | hrad Zvolen                                                          | 10 Kčs                 |             | 40,1 mil.       | Filaso                                                  |
| 525-526 | 11. 9. 1949  | Den horníků                            | A. Strnadel, F. Hudeček, J. Švengsbír | B. Housa, J. Mráček, J. Švengsbír | hornické motivy                                                      | 1,50-5 Kčs             |             | 0,5-2,1 mil.    | Filaso                                                  |
| 525-526 | 11. 12. 1949 | II. všeodborový sjezd                  | J. Kotík,                             | L. Jirka, J. Mráček               | dělníci                                                              | 1 a 2 Kčs              |             | po 770 tisících | Filaso                                                  |
| 527-528 | 18. 12. 1949 | Československý červený kříž            | T. Nováková,                          | B. Housa                          | holubice                                                             | 1,50-3 Kčs s příplatky |             | po 560 tisících | Filaso                                                  |
| 529-530 | 18. 12. 1949 | Dětem                                  | R. Šváb,                              | J. Schmidt, B. Housa              | žena a dělník s dítětem                                              | 1,50-3 Kčs s příplatky |             | po 560 tisících | Filaso                                                  |
| 531-532 | 21. 12. 1949 | J. V. Stalin                           |                                       | J. Mráček, J. Schmidt             | Stalin                                                               | 1,50 a 3 Kčs           |             | po 2,8 mil.     | Filaso                                                  |

### 1950
| číslo   | datum       | název                                                   | grafika                                                             | rytí                                                          | námět                                         | nominální hodnota | platnost do | náklad       | poznámka |
| ------- | ----------- | ------------------------------------------------------- | ------------------------------------------------------------------- | ------------------------------------------------------------- | --------------------------------------------- | ----------------- | ----------- | ------------ | -------- |
| 533-535 | 15. 2. 1950 | Tatranský pohár                                         | K. Hochman, O. Řepa J. Benda                                        | J. Schmidt                                                    | lyžař / Tyršův odznak zdatnosti               | 1,50 - 5 Kčs      |             | 0,7-1,2 mil. | Filaso   |
| 536-537 | 14. 4. 1950 | Vladimír Majakovský                                     | K. Svolinský                                                        | J. Mráček                                                     | Vladimír Majakovský                           | 1,50 a 3 Kčs      |             | po 1,2 mil.  | Filaso   |
| 538-541 | 9. 5. 1950  | 5. výročí osvobození                                    | Karel Oberthor, Václav Němeček, Bohumila Doleželová, Pavel Sukdolák | Jindra Schmidt, Ladislav Jirka, Bedřich Housa, Jiří Švengsbír | tankista, medaile, milicionáři, pamětní deska | 1,50 - 5 Kčs      |             | po 1,2 mil.  | Filaso   |
| 542-545 | 9. 5. 1950  | 5. výročí osvobození - II. část                         | Jiřina Adamcová, Bohumila Doleželová, Olga Andrsová                 |                                                               | továrna, industrializace, zemědělec, dělníci  | 1,50 - 5 Kčs      |             | po 400 tis.  | Filaso   |
| 546-547 | 9. 6. 1950  | S. K. Neumann                                           | J. Švengsbír                                                        | J. Švengsbír                                                  | S. K. Neumann                                 | 1,50 a 3 Kčs      |             | po 1,25 mil. | Filaso   |
| 548-549 | 21. 6. 1950 | 130. výročí narození B. Němcové                         | K. Svolinský                                                        | J. Mráček                                                     | Božena Němcová                                | 1,50 a 7 Kčs      |             | 1,15-3 mil.  | Filaso   |
| 550-553 | 14. 8. 1950 | II. kongres Mezinárodního svazu studentstva             | Bohumila Doleželová, Olga Andrsová, Jiřina Adamcová, Jiří Mikula    | J. Mráček, L. Jirka                                           | studentské motivy                             | 1,50 - 5 Kčs      |             | 0,5-1,1 mil. | Filaso   |
| 554-555 | 6. 10 1950  | Den ČS armády                                           | Václav Sivko, František Hudeček                                     | J. Švengsbír, L. Jirka                                        | vojáci                                        | 1,50 a 3 Kčs      |             | 0,5-1,2 mil. | Filaso   |
| 556-557 | 15. 10 1950 | 100. výročí Z. Fibicha                                  | K. Svolinský                                                        | J. Mráček                                                     | Zdeněk Fibich                                 | 3 a 8 Kčs         |             | 0,5-1,5 mil. | Filaso   |
| 558-561 | 21. 10 1950 | Výstava Praha 1950                                      | J. Švengsbír                                                        | J. Švengsbír                                                  | historické pohledy na Prahu                   | 1,50 - 5 Kčs      |             | po 315 tis.  | Filaso   |
| 562-563 | 28. 10 1950 | Výstava Praha 1950                                      | J. Švengsbír                                                        | J. Švengsbír                                                  | výstavba mostu v Praze                        | 1,50 a 3 Kčs      |             | 0,7-2 mil.   | Filaso   |
| 564     | 28. 10 1950 | Výstava Praha 1950                                      | J. Švengsbír                                                        | J. Švengsbír                                                  | Aršík se známmkou 562                         | 4x 1,50 Kčs       |             | 199 tis.     | Aršík    |
| 565-566 | 25. 10 1950 | Mezinárodní sdružení zaměstnanců pošt, telefonu a rádia | Petr Dillinger                                                      | J. Švengsbír                                                  | stožry, antény, zeměkoule a viadukt           | 1,50 a 3 Kčs      |             | 0,6-2,2 mil. | Filaso   |
| 567-568 | 26. 10 1950 | J. G, Tajovský                                          | K. Svolinský                                                        | J. Schmidt                                                    | Jozef Gregor-Tajovský                         | 1,50 a 5 Kčs      |             | 0,6-1,2 mil. | Filaso   |
| 569-708 | 4. 11 1950  | 2. sjezd Svazu československo-sovětského přátelství     | F. Hudeček                                                          | J. Mráček                                                     | dělníci                                       | 1,50 a 5 Kčs      |             | 0,6-1,5 mil. | Filaso   |

### 1951
| číslo   | datum       | název                                | grafika                                                         | rytí                                                     | námět                                                             | nominální hodnota | náklad       | poznámka |
| ------- | ----------- | ------------------------------------ | --------------------------------------------------------------- | -------------------------------------------------------- | ----------------------------------------------------------------- | ----------------- | ------------ | -------- |
| 571-572 | 20. 1. 1951 | I. československý sjezd obránců míru | J. Švengsbír                                                    | J. Švengsbír                                             | Picassova holubice                                                | 2 a 3 Kčs         | 0,4-2,2 mil. | Filaso   |
| 573-574 | 17. 2. 1951 | Julius Fučík                         | M. Švabinský                                                    | J. Mráček                                                | Julius Fučík                                                      | 1,50 a 5 Kčs      | 0,4-2,3 mil. | Filaso   |
| 575-577 | 24. 2. 1951 | I. pětiletý plán                     | J. Švengsbír                                                    | J. Švengsbír                                             | výrobní hala, lis                                                 | 1,50 - 4 Kčs      | 0,5-2,2 mil. | Filaso   |
| 578-580 | 8. 3. 1951  | MDŽ                                  | Václav Šprungl, Zdenka Kadrnožková                              |                                                          | ženy                                                              | 1,50 - 5 Kčs      | 0,5-2,2 mil. | Filaso   |
| 581-582 | 12. 4. 1951 | Lánská akce                          | Václav Šprungl                                                  | J. Schmidt                                               | horníci                                                           | 1,50 a 3 Kčs      | 0,5-2,5 mil. | Filaso   |
| 583-584 | 28. 4. 1951 | zestátněné zemědělství               | Jaroslav Kaiser, Zdenka Kadrnožková, Ján Velička (nebo Vašička) | J. Schmidt                                               | rozorávání mezí, chov dobytka                                     | 1,50 a 2 Kčs      | 0,4-1,6 mil. | Filaso   |
| 585-587 | 5. 5. 1951  | rekreace ROH                         | Jiří Blažek Hana Hrubešová                                      | Bohdan Roule, J. Goldschmied                             | zotavovny                                                         | 1,50 - 3 Kčs      | 0,5-3 mil.   | Filaso   |
| 588-592 | 30. 5. 1951 | 30 let KSČ                           | Jindra Schmidt; Jan Čumpelík, Jiří Horník                       | Jindra Schmidt; Bohdan Roule; Ladislav Jirka; Jan Mráček | Gottwald. Stalin, Marx, Engels, Lenin, dělník, partyzán, tankista | 1,50 - 8 Kčs      | 0,5-5 mil.   | Filaso   |
| 593-596 | 30. 5. 1951 | Pražské jaro                         | Karel Svolinský                                                 | Jindra Schmidt; Jan Mráček                               | Antonín Dvořák, Bedřich Smetana                                   | 1 - 3 Kčs         | 0,4-3,6 mil. | Filaso   |
| 597-598 | 21. 6. 1951 | Bohumír Šmeral                       | V. Šprungl                                                      | L. Jirka                                                 | Bohumír Šmeral                                                    | 1,50 - 2 Kčs      | 0,5-2,5 mil. | Filaso   |
| 599-602 | 21. 6. 1951 | IX sjezd obce sokolské               | J. Švengsbír                                                    | J. Švengsbír                                             | cvičenec na kruzích, diskařka, fotbal, lyžař                      | 1 - 5 Kčs         | 0,5-5,6 mil. | Filaso   |
| 603-605 | 14. 7. 1951 | 7. filmový festival Karlovy Vary     | Karel Perman, Jiří Figer                                        | J. Mráček, J. Schmidt                                    | filmy Pád Berlína a Velký občan.                                  | 0,8- 4 Kčs        | 5,7-7,2 mil. | Filaso   |
| 606-607 | 21. 7. 1951 | Josef Hybeš                          | Jan Hlína                                                       | L. Jirka                                                 | Josef Hybeš                                                       | 1,50 a 2 Kčs      | 0,45-2 mil.  | Filaso   |
| 608-611 | 19. 8. 1951 | 100. výročí narození A. Jiráska      | Karel Svolinský, Mikoláš Aleš (možná volné)                     | J. Schmidt                                               | Alois Jirásek, pověsti, Táborsko                                  | 1,50 - 5 Kčs      | 0,4-5 mil.   | Filaso   |
| 612-614 | 8. 9. 1951  | Den horníků                          | B. Roule, J. Švengsbír                                          | B. Roule, J. Švengsbír                                   | horníci, socha horníka                                            | 1,50 - 5 Kčs      | 0,4-4,2 mil. | Filaso   |
| 615-619 | 6. 10. 1951 | Den armády                           | V. Šprungl, K. Svolinský, Dagmar Křováková, Jiří Blažek         | L. Jirka, J. Schmidt, J. Švengsbír                       | vojáci, Gottwald                                                  | 0,80 - 5 Kčs      | 0,4-4,5 mil. | Filaso   |
| 620-622 | 3. 11. 1951 | Měsíc ČS-sovětského přátelství       | J. Schlesinger, J. Švengsbír                                    | J. Schmidt                                               | Gottwald a Stalin, Lenin ve Smolném                               | 1,50 - 4 Kčs      | 0,4-3,4 mil. | Filaso   |
| 623-624 | 5. 12. 1951 | Petr Jilemnický                      | Ľudovít Ilečko nebo Š. Hečko                                    | J. Mráček                                                | Peter Jilemnický                                                  | 1,50 a 2 Kčs      | 0,4-3,2 mil. | Filaso   |

### 1952
| číslo   | datum        | název                                                | grafika                                                               | rytí                                                          | námět                                              | nominální hodnota           | náklad                            | poznámka     |
| ------- | ------------ | ---------------------------------------------------- | --------------------------------------------------------------------- | ------------------------------------------------------------- | -------------------------------------------------- | --------------------------- | --------------------------------- | ------------ |
| 625-626 | 12. 1. 1952  | Ladislav Zápotocký                                   | K. Svolinský                                                          | J. Schmidt                                                    | Ladislav Zápotocký                                 | 1,50 a 4 Kčs                | 0,4-2,3 mil.                      | Filaso       |
| 627-628 | 30. 1. 1952  | Ján Kollár                                           | K. Svolinský                                                          | J. Schmidt                                                    | Ján Kollár                                         | 3 a 5 Kčs                   | 0,4-2,7 mil.                      | Filaso       |
| 629-630 | 30. 1. 1952  | VI. všeruská konference                              | Jarmila Vávrová-Hoberlandtová                                         | J. Mráček                                                     | Lenin                                              | 1,50 a 5 Kčs                | 0,4-3,9 mil.                      | Filaso       |
| 631-632 | 21. 2. 1952  | 50. výročí úmrtí E. Holuba                           | K. Svolinský                                                          | J. Mráček                                                     | Emil Holub                                         | 3 a 5 Kčs                   | 0,4-2 mil.                        | Filaso       |
| 633-635 | 25. 2. 1952  | Budování průmyslu                                    | V. Silovský                                                           | J. C. Vondrouš                                                | svářeč, odpich, krakovací zařízení                 | 1,50-3 Kčs                  | 0,4-3 mil.                        | Filaso       |
| 636     | 8. 3. 1952   | MDŽ                                                  | Anna Podzemná-Suchardová                                              | J. Švengsbír                                                  | dělnice                                            | 1,50 Kčs                    | 3,43 mil.                         | Filaso       |
| 637-639 | 21. 3. 1952  | Světový týden mládeže                                | Jaroslav Kovář                                                        |                                                               | dělníci, hlavy různých ras                         | 1,50-3 Kčs                  | 0,4-2,6 mil.                      | Filaso       |
| 640-641 | 22. 3. 1952  | 100. let O. Ševčík                                   | V. Silovský                                                           | B. Roule                                                      | Otakar Ševčík                                      | 2 a 3 Kčs                   | 0,4-3,2 mil.                      | Filaso       |
| 642-643 | 28. 3. 1952  | 360. let J. A. Komenský                              | Václav Fiala                                                          | J. Schmidt                                                    | Komenský                                           | 1,50 a 11 Kčs               | 0,35-5,2 mil.                     | FIlaso       |
| 644-645 | 11. 4. 1952  | Den solidarity osvobozených politických vězňů        | Stanislav Ježek                                                       |                                                               | politický vězeň                                    | 1,50 a 2 Kčs                | 0,3-3,5 mil.                      | Filaso       |
| 646-647 | 12. 4. 1952  | Mezinárodní konference na obranu dětí                | A. Podzemná-Suchardová                                                | J. Schmidt                                                    | žena a děti různých ras                            | 2 a 3 Kčs                   | 0,3-3,9 mil.                      | Filaso       |
| 648-650 | 30. 4. 1952  | Zemědělstvá                                          | Viktor Polášek, Jan Podhajský                                         |                                                               | kombajn, traktor                                   | 1,50-3 Kčs                  | 0,3-3 mil.                        | Filaso       |
| 651-652 | 1. 5. 1952   | 1. Máj                                               | V, Šprungl                                                            |                                                               | prvomájový průvod                                  | 3 a 4 Kčs                   | 0,3-1,5 mil.                      | Filaso       |
| 653-654 | 9. 5. 1952   | 9. květen                                            | V, Šprungl                                                            |                                                               | vítání sovětských tankistů                         | 1,50 a 5 Kčs                | 0,3-1,9 mil.                      | Filaso       |
| 655-657 | 31. 5. 1952  | Mezinárodní den dětí                                 | Milada Kazdová                                                        | L. Jirka, J. Goldschmied                                      | pionýři, svazáci                                   | 1,50 - 3 Kčs                | 0,3-3,6 mil.                      | Filaso       |
| 658-660 | 2. 6. 1952   | 30. výročí úmrtí Myslbeka                            | K. Svolinský                                                          | J. Schmidt, J. Mráček                                         | Josef Václav Myslbek, socha Hudba                  | 1,50 - 8 Kčs                | 0,4-5 mil.                        | Filaso       |
| 661-663 | 7. 6. 1952   | Pražské jaro                                         | K. Svolinský, J. Švengsbír                                            | J. Schmidt, J. Švengsbír                                      | Ludwig van Beethoven, dům umělců                   | 1,50 - 5 Kčs                | 0,4-0,9 mil.                      | Filaso       |
| 664-665 | 10. 6. 1952  | 10. výročí Lidic                                     | Pavel Šimon                                                           | B. Roule                                                      | pohled na Lidice                                   | 1,50 a 5 Kčs                | 0,4-2,5 mil.                      | Filaso       |
| 666     | 2. 6. 1952   | Klement Gottwald                                     | J. Schmidt                                                            | J. Schmidt                                                    | Klement Gottwald                                   | 1 Kčs                       | 26 mil.                           | Filaso       |
| 667-669 | 5. 7. 1952   | Jan Hus                                              | K. Svolinský                                                          | J. Švengsbír                                                  | Jan Hus, Betlémská kaple                           | 1,5-5 Kčs                   | 0,3-6 mil.                        | Filaso       |
| 670-672 | 31. 7. 1952  | Sjednocené zdravotnictví                             | Viktor Polášek, Jan Podhajský                                         | L. Jirka, J. Švengsbír                                        | lékař a pacient, vyšetření                         | 1,5-3 Kčs                   | 0,3-4,5 mil.                      | Filaso       |
| 673-676 | 2. 8. 1952   | Sjednocená tělovýchova                               | Jan Smetana, Jaroslav Kovář, Václav Šprungl, Anna Podzemná-Suchardová | Bohdan Roule, Jan Mráček,Jaroslav Goldschmied, Ladislav Jirka | sporty                                             | 1,5-4 Kčs                   | 0,3-4,9 mil.                      | Filaso       |
| 677-678 | 5. 8. 1952   | F. L. Čelakovský                                     | Mario Stretti                                                         | J. Švengsbír                                                  | František Ladislav Čelakovský                      | 1,5 a 2 Kčs                 | 0,3-6,5 mil.                      | Filaso       |
| 679-682 | 30. 8. 1952  | 100. let M. Alše                                     | K. Svolinský                                                          | J. Schmidt                                                    | Mikoláš Aleš, dva jeho obrazy                      | 1,5 - 6 Kčs                 | 0,3-7,6 mil.                      | Filaso       |
| 683-686 | 14. 9. 1952  | Den Horníků                                          | Jiří Švengsbír, Jan Hlína, František Gross                            | Švengsbír, Schmidt, Jindra, Mráček                            | horníci, důl Petr Bezruč, korečkové rypadlo        | 1 - 3 Kčs                   | 0,3-7,8 mil.                      | Filaso       |
| 687-690 | 5. 10. 1952  | Den armády                                           | K. Svolinský, L. Jirka, V. Šprungl                                    | Švengsbír, Jirka, Mráček                                      | Jan Žižka, zástava, sbratření                      | 1 - 3 Kčs                   | 0,3-2,7 mil.                      | Filaso       |
| 691-693 | 18. 10. 1952 | Celostátní výstava poštovních známek BRATISLAVA 1952 | Maximilián Schurmann, Švengsbír                                       | Schmidt, Goldschmied, Švengsbír                               | aršík s pomníky v Bratislavě, bratislavský přístav | 2 a3 Kčs aršík, 1,50 známka | 0,19 mil. aršík, 3,89 mil. známka | aršík Filaso |
| 694-695 | 7. 11. 1952  | 35. výročí VŘSR                                      | V. Šprungl                                                            | B. Roule                                                      | Lenin a Stalin                                     | 2 a 3 Kčs                   | 0,3-3,9 mil.                      | Filaso       |
| 696-697 | 15. 11. 1952 | I. sjezd ČsČK                                        | Vladimír Kovářík                                                      | J. Švengsbír                                                  | zdravorní sestra                                   | 2 a 3 Kčs                   | 0,4-2,6 mil.                      | Filaso       |
| 698-699 | 12. 12. 1952 | Světový kongres národů za mír                        | Bohumil Němec                                                         | J. Švengsbír                                                  | ruce s vlajkami                                    | 3 a 4 Kčs                   | 0,3-2,9 mil.                      | Filaso       |

### 1953
| číslo | datum       | název                              | grafika                                                     | rytí                            | námět                                                                                            | nominální hodnota         | náklad        | poznámka     |
| --- | ----------- | ---------------------------------- | ----------------------------------------------------------- | ------------------------------- | ------------------------------------------------------------------------------------------------ | ------------------------- | ------------- | ------------ |
| 700-701 | 17. 1. 1953 | II. čs. sjezd obránců míru v Praze | J. Švengsbír                                                |                                 | holubice, mírový plakát                                                                          | 1,50 a 4 Kčs              | 0,6-3 mil.    | Filaso       |
| 702-703 | 10. 2. 1953 | 75 let Z. Nejedlého                | J. Švengsbír, L. Jirka                                      | J. Švengsbír, L. Jirka          | muzeum Bedřicha Smetany, Muzeum Aloise Jiráska                                                   | 1,50 a 4 Kčs              | 0,35-4,3 mil. | Filaso       |
| 704-706 | 25. 2. 1953 | 5. výročí února 1948               | J. Schmidt, B. Němec                                        |                                 | lidové milice, K. Gottwald, manifestace                                                          | 1,50 - 8 Kčs              | 0,3-4 mil.    | Filaso       |
| 707-711 | 28. 2. 1953 | spisovatelé                        | V. Šprungl, K. Svolinský, M. Stretti                        | B. Housa, J. Schmidt, J. Mráček | Martin Kukučín, Jaroslav Vrchlický, Karel Jaromír Erben, Václav Matěj Kramerius, Josef Dobrovský | 1-5 Kčs                   | 0,3-2,9 mil.  | Filaso       |
| 712-713 | 5. 3. 1953  | B. Václavek                        | J. Lieser                                                   | B. Roule                        | kniha, Bedřich Václavek                                                                          | 1 a 3 Kčs                 | 0,3-2,9 mil.  | Filaso       |
| 714-715 | 8. 3. 1953  | MDŽ                                | J. Lieser                                                   | B. Roule                        | matka s dítětem, praporečnice                                                                    | 1,50 a 2 Kčs              | 0,3-1,59 mil. | Filaso       |
| 716 | 12. 3. 1953 | Úmrtí J. V. Stalina                | J. Mráček                                                   | J. Mráček                       | Stalin                                                                                           | 1,50 Kčs                  | 2,35 mil.     | Filaso       |
| 717-719 | 19. 3. 1953 | Úmrtí K. Gottwalda                 | J. Schmidt, K. Svolinský                                    | J. Schmidt, J. Goldschmied      | Gottwald                                                                                         | 1,50 a 3 Kčs, aršík 5 Kčs | 0,3-5,5 mil.  | Filaso aršík |
| 720 | 7.4.1953    | počátky dělnického hnutí           | Jaroslav Kaiser, Jaroslav Koukolský                         | B. Housa                        | Dělničtí vůdci J. B. Pecka, L. Zápotocký a J. Hybeš                                              | 2 Kčs                     | 2,3 mil.      | Filaso       |
| 721 | 15.4.1953   | K. Gottwald                        | J. Schmidt                                                  | J. Schmidt                      | Gottwald                                                                                         | 3 Kčs                     | 17,8 mil.     | Filaso       |
| 722 | 29.4.1953   | Závod míru                         | Jiří Blažek                                                 | b. Housa                        | Gottwald                                                                                         | 3 Kčs                     | 2,2 mil.      | Filaso       |
| 723-726 | 30.4.1953   | 1. květen                          | Jaroslav Kaiser, Jaroslav Koukolský, V. Šprungl, J. Schmidt | L. Jirka, J. Goldschmies        | pamětní medaile, Lenin a Stalin, prvomájový průvod, Marx a Engles                                | 1-8 Kčs                   | 0,25-4,9 mil. | Filaso       |
| 727-729 | 8.5.1953    | Významné stavby socialismu         | Vladimír Hájek, Jindra Schmidt, Bohumil Vančura             | J. Mráček, L. Jirka, B. Roule   | Slapská přehrada, svářeč, Nová huť                                                               | 1,5-3 Kčs                 | 0,35-2,6 mil. | Filaso       |
| 730-731 | 8.5.1953    | zemědělství                        | J. Blažek                                                   |                                 | traktor, kombajn                                                                                 | 1,5 a 7 Kčs               | 0,3-1,5 mil.  | Filaso       |
| Dne 1. června byla zahájena Československá měnová reforma. Všechny doposud platné poštovní známky bylo povoleno používat do 18. června v poměru 50 Kčs staré měny = 1 Kčs nové měny. Od 19. června byly v oběhu nové známky, jejichž platnost skončila až po rozpadu Československa 30. září 1993. |             |                                    |                                                             |                                 |                                                                                                  |                           |               |              |